# Феррари, Грегорио де
Грегорио де Феррари (итал. Gregorio de Ferrari; 12 апреля 1647, Порто Маурицио — 1726, Генуя) — итальянский живописец-декоратор стиля позднего барокко генуэзской школы.

## Биография
Грегорио де Феррари родился в Порто Маурицио (северо-западная Италия). Он приехал в Геную, чтобы изучать право, но вместо этого стал художником. С 1664 по 1669 год он был учеником Доменико Фьязеллы. Он помогал Фьязелле в написании алтарного образа «Святая Клара, обращающая сарацин в бегство» (1667) для приходской церкви Сан-Джованни-Деколлато в Монтоджо.
В 1669—1673 годах художник работал в Парме. Он отказался от пафосного барочного стиля Фьязеллы эпохи контрреформации в пользу более мягкой манеры с использованием иллюзорной квадратуры. Он также делал копии фресок Корреджо в куполе собора Пармы, две из которых — «Отдых на пути в Египет» и «Дева Мария со святыми Иеронимом и Магдалиной» — позднее были ошибочно атрибутированы как произведения Антона Рафаэля Менгса. В это время он, возможно, обменивался творческими идеями с Джованни Баттиста Гаулли и Андреа Карлоне, они оба повлияли на стиль его последующих произведений.
В конечном итоге он поселился в Генуе, сотрудничал с художником Доменико Пиолой, на дочери которого Маргарите женился, в его знаменитой мастерской, известной как «Casa Piola». Оба принимали активное участие в украшении базилики Сантиссима Аннунциата дель Вастато, черпая вдохновение у Пьетро да Кортоны, Корреджо и Кастильоне.
В 1680-х годах Грегорио де Феррари присоединился к Андреа Сегицци, работавшему квадратуристом в росписях нескольких потолков в Палаццо Бальби-Сенарега в Генуе; Грегорио создал предварительный эскиз архитектурного декора и аллегорических фигур. В 1682 году ему было поручено написать две картины («Святой Лаврентий» и «Святой Стефан») в базилике Сантиссима-Аннунциата-дель-Вастато.
В последующие годы Грегорио де Феррари писал множество фресок в частных палаццо и виллах. Около 1690 года он расписал фресками большой свод в церкви Санти-Джакомо-е-Филиппо с композицией «Вознесение Девы Марии» (Ассунта). Он также проектировал квадратуру, окружающую центральную часть росписи, которую написал Франческо Коста. Эта работа была оценена командующим французским флотом Жаком Байи де Ноай, который пригласил Грегорио поработать в Марселе. Здесь он трудился с 1692 по 1694 год вместе со своим сыном Лоренцо, после чего вернулся в Геную.
В последние годы жизни Грегорио де Феррари обратился к лепке и росписи орнаментальных деталей из папье-маше и стукко (гипса). Его поздние картины, такие как «Купальня Вифезда», были небольшими; Грегорио также писал пейзажи с архитектурными руинами. Его последним значительным произведением стала фреска «Триумф Креста» в куполе генуэзской церкви Санта-Кроче, созданная в сотрудничестве с сыном Лоренцо, ставшим одним из крупных генуэзских художников восемнадцатого века (росписи завершены между 1715 и 1726 годами).
Грегорио де Феррари передал своё мастерство в составлении сложной квадратуры ученикам Франческо Косте, Империале Боттини и сыну Лоренцо.
Его композиция «Смерть Святой Схоластики» в церкви Санто-Стефано в Генуе считается шедевром. Среди детей Грегорио и его жены Маргариты Пиолы был художник Лоренцо де Феррари, а также его менее известный брат, реставратор по имени Джузеппе.

## Галерея

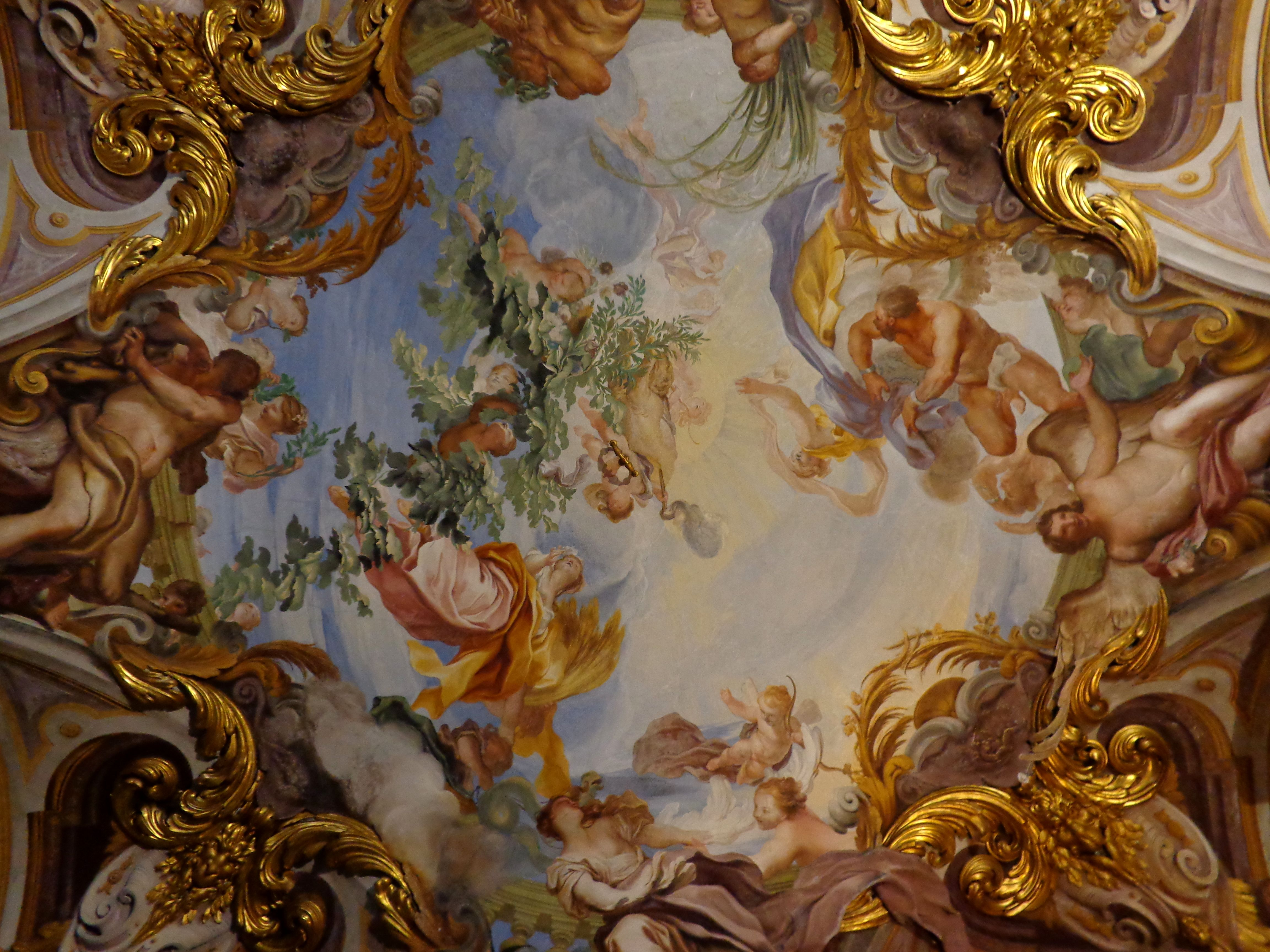
Роспись свода «Летней комнаты». Палаццо Россо. Страда Нуова, Генуя
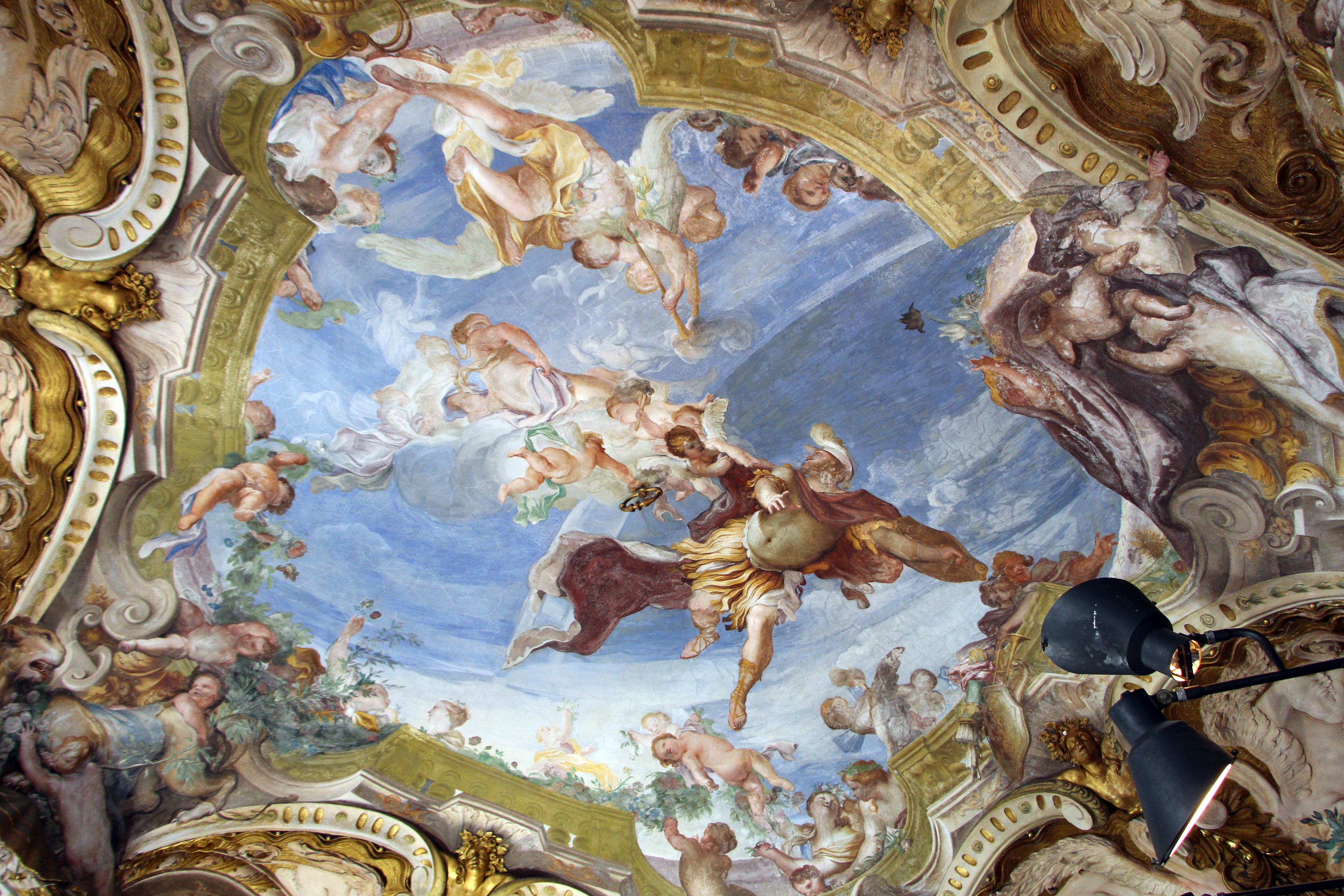
«Аллегория весны». Роспись плафона «Зала весны». Палаццо Россо, Генуя
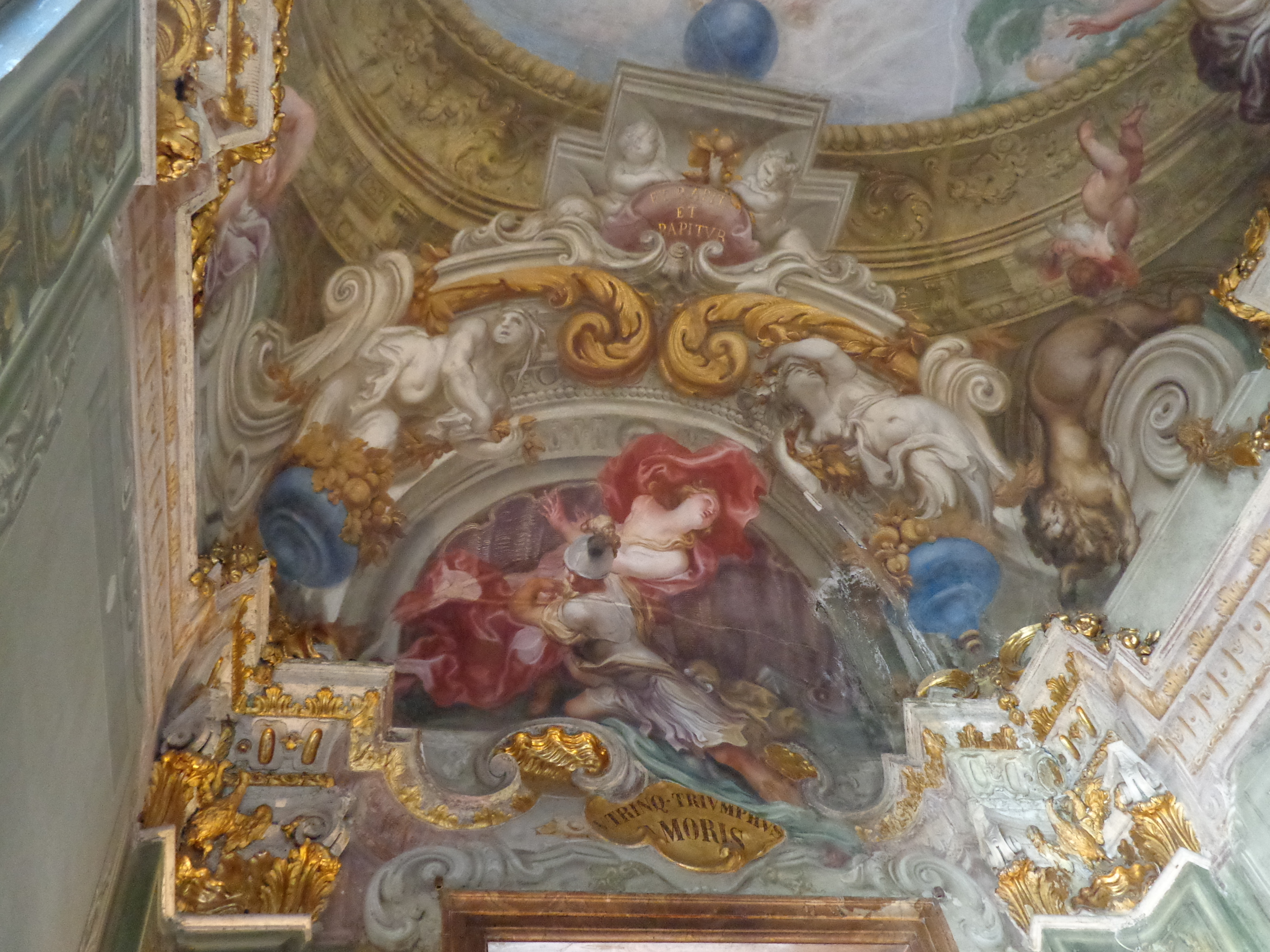
Роспись свода Галереи «Триумфов любви». Деталь. Палаццо Бальби-Сенарега, Генуя
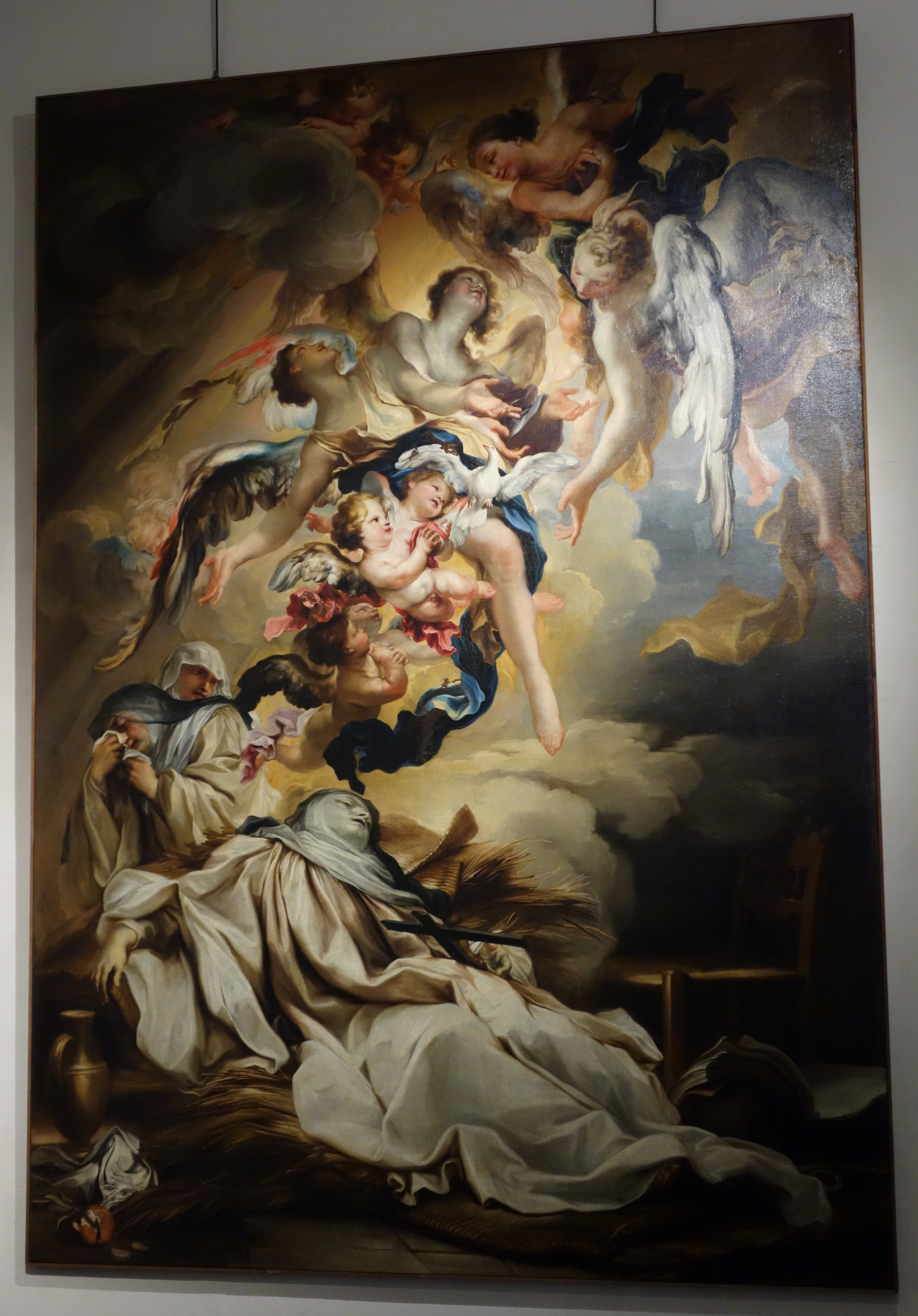
Смерть Святой Схоластики. Ок. 1700. Холст,  масло. Епархиальный музей, Генуя
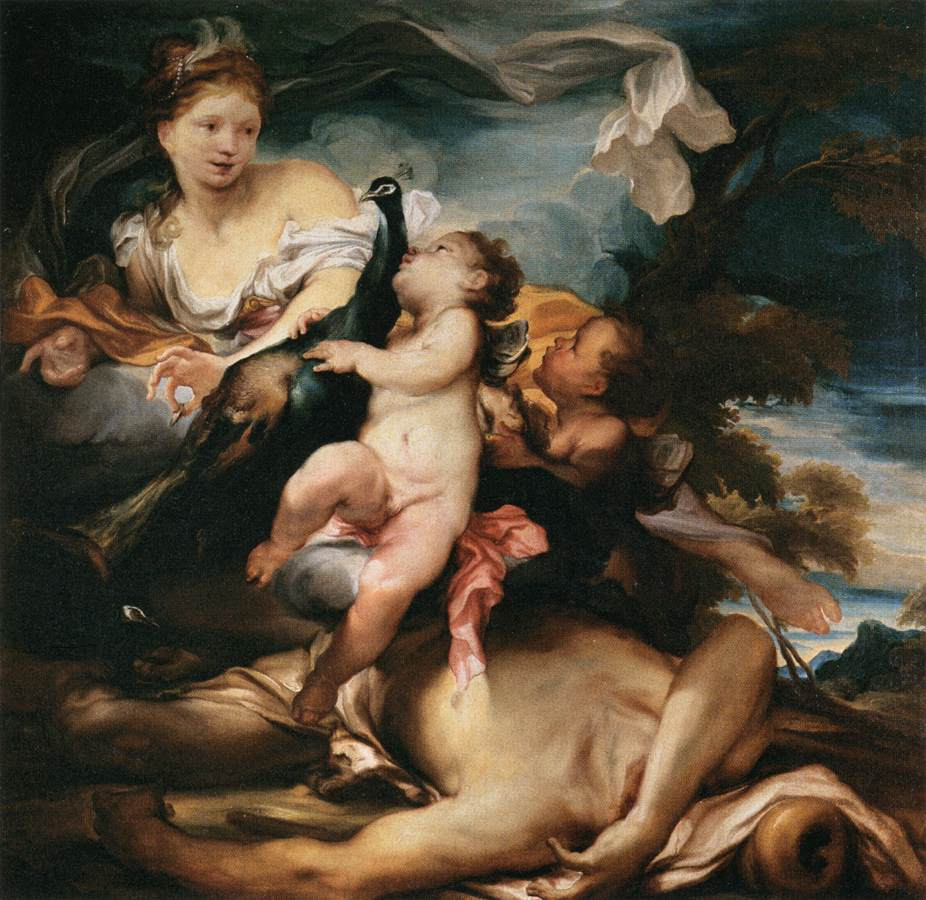
Юнона и Аргус. Между 1685 и 1695. Холст, масло. Лувр, Париж
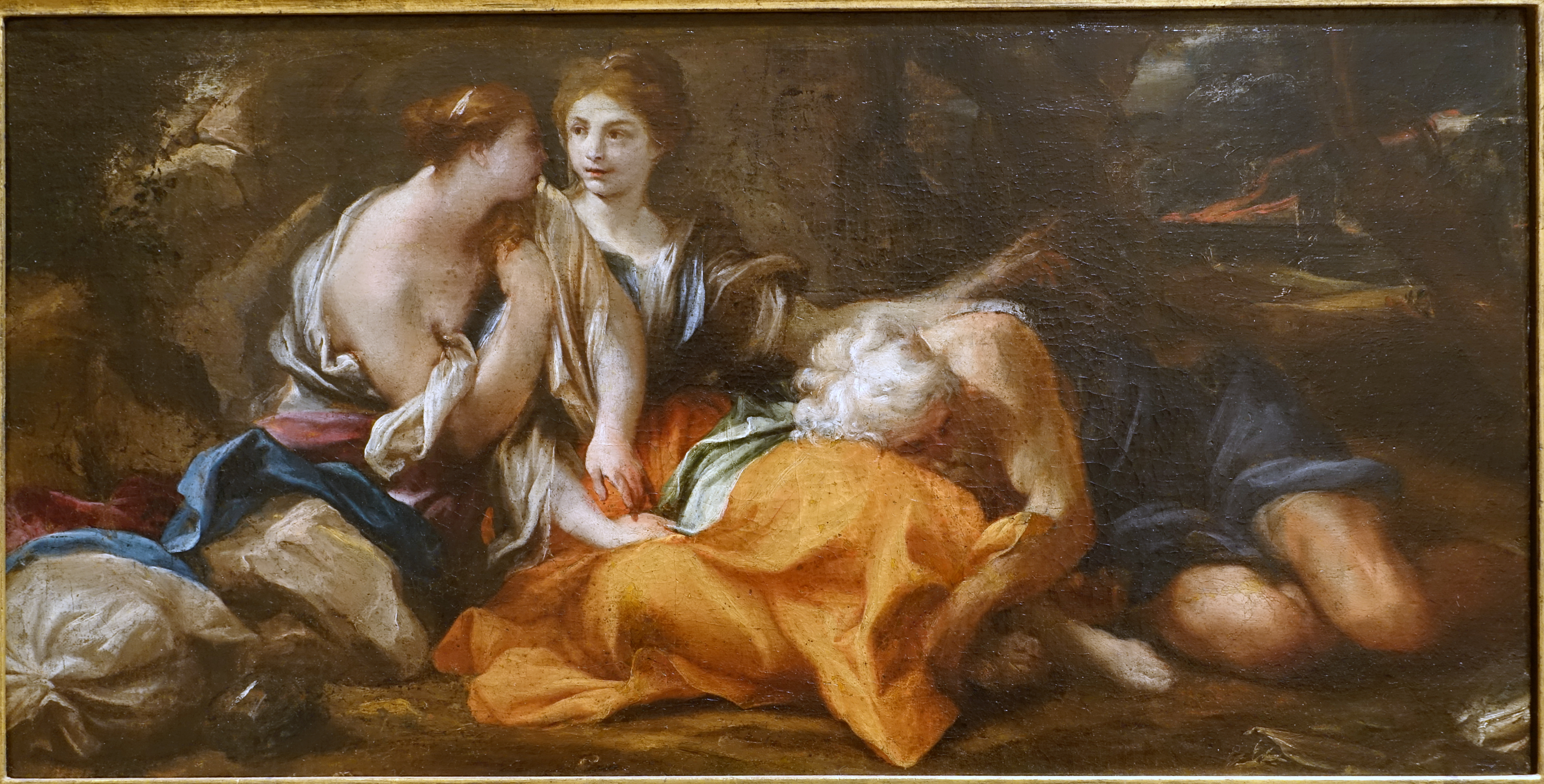
Лот с дочерьми. Между 1675 и 1680. Холст, масло. Музей искусств Блэнтона, Остин, Техас, США